# 纺锤体神经元

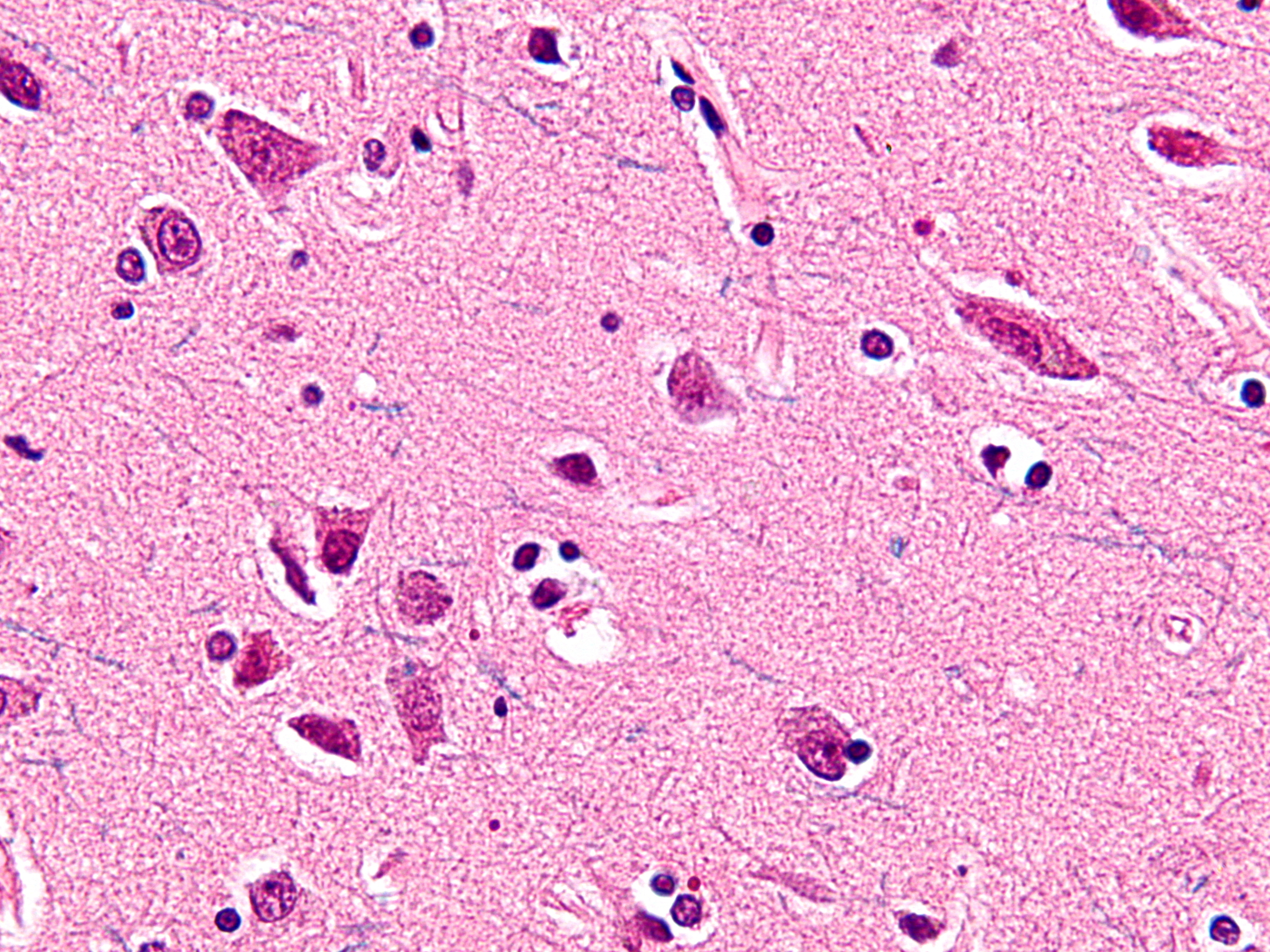
顯微照相显示了扣带皮层中的纺锤体神经元。 苏木精-伊红染色.

纺锤体神经元（英文：Spindle neuron），又称冯·艾克诺默神经元（Von Economo neuron），是一种有着纺锤形状细胞体的神经元，位于某些哺乳动物的大脑皮层（第5层）。在人脑中，纺锤体神经元位于前扣带皮层、前岛叶皮层。 纺锤体神经元属于双极神经元，纺锤顶上有一个轴突，并且在反方向只有一个树突。其命名是纪念发现者、奥地利神经学家康斯坦丁·冯·艾克诺默。
纺锤体神经元是体型较大的细胞，被认为可能是一些脑部较大物种（人科、大象以及鲸豚类物种）能够进行快速交流的基础，从而形成“社交”。纺锤体神经元受损可能导致社交障碍以及情感功能障碍。